# 世界ボクシング基金
世界ボクシング基金（WBF / World Boxing Foundation）はプロボクシングの王座認定団体。本部はオーストラリア。いわゆるマイナー団体に分類される。

## 歴史・概要
テネシー州ブリストルを本部として1988年より活動してきた世界ボクシング連盟（WBF / World Boxing Federation、以下旧WBF）が訴訟問題で多額の賠償金を負ったために解散し、その後を受けた形で別団体として2004年に誕生した。旧WBFと新団体のWBF（世界ボクシング基金）はまったくの別団体ということになっているが、旧WBFの王者たちはそのまま新団体のWBFが継承した。
2009年からは女子王座も認定。10月9日のアン・サクラート vs. ミリアム・ラマール戦はWBF初の女子世界タイトルマッチとして実施され、勝利したラマールが最初のWBF女子王者に認定された。なお、旧WBFも女子王座を認定していた。

## 二つのWBF
2009年10月、世界ボクシング基金（WBF / World Boxing Foundation）の運営に不満を持ったハワード・ゴルドバーグらが団体から離脱し、南アフリカ共和国ケープタウンを本部とする世界ボクシング連盟（WBF / World Boxing Federation）という名称の新団体を設立した（旧WBFとは別団体）。一部を除き、王者達も新団体へ移行した。
そのため、現在はWBFを略称とする二つの王座認定団体が存在する事態となっている。

## 日本との関連
- 1997年には西島洋介がWBF世界クルーザー級王座を獲得した（即、返上）。
- 1999年に河合晴彦（当時グリーンツダジム所属）がタイでWBF世界スーパーバンタム級王者、ソムサック・シンチャチャワンに挑戦したが、3回負傷引き分け。ソムサックはWBF王座を返上後、キャリアを重ね、2006年に敵地フランスでマヤール・モンシプールを破りWBA世界スーパーバンタム級王者になった。
- K-1に出場していたマイク・ベルナルドが2000年に王座決定戦で空位のWBF世界ヘビー級王座を獲得した。
- 2002年8月18日、大阪で「WBFパンアジアタイトルマッチ」と銘打った興行が行われた。開催前にはデイリースポーツ（大阪本社版）の紙面に、広告も掲載された。当日はパンアジア王座決定戦2試合が行われ、日本から出場したスーパーフライ級の柳山甚介とスーパーバンタム級の大西聖一が、共にタイ人を破って各級の王座に就いた。しかし、当時JBC非公認の興行もフォローしていた『ワールド・ボクシング』誌は、巻末のコラムで「ひどい興行」と評した以外は、この興行に関して全く触れなかった。
- 2003年8月8日、キックボクサーの柴田早千予がオーストラリアにてアンジーを1RKOで退けWBF女子フライ級王座を獲得した。
- 2006年10月12日、韓国・済州島ハラ・スポーツセンターにて「WBFチャンピオンズリーグ」という名で女子プロボクシング日中韓対抗戦を開催。日本からはツバサ（現・天空ツバサ）、ツナミ（現・天海ツナミ）、マーベラス、猪崎かずみが出場し、前2者は判定勝ち、後2者は判定負けの2勝2敗であった。
- 2007年7月6日、フランソワ・ボタが5年ぶりのボクシング復帰戦でWBF世界ヘビー級暫定王座決定戦に出場。ボブ・ミロビッチを3-0の判定で破り、WBFヘビー級暫定王座を獲得した。
- 2007年7月20日、西澤ヨシノリがオーストラリアで行われたWBFアジア太平洋ライトヘビー級王座決定戦に7RKO勝ちを収めて同王座を獲得した。西澤は同年12月7日、再びオーストラリアでソニー・アンジェロとのWBF世界ライトヘビー級王座決定戦に出場したが、負傷引き分けで王座獲得ならず。
- 2025年3月29日、藤原茜がドイツ・フレンスブルクで日本人史上2人目のWBF女子王座獲得を賭けてWBF女子世界スーパーフェザー級王者のララ・オッホマンに挑戦予定。